# تجربة الحقل الكامل

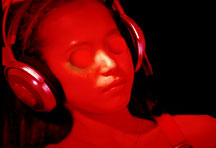

تجربة الحقل الكامل (من الأصل الألماني: Ganzfeld) هي تكنيك يستخدم بكثرة في الدراسات الباراسيكولوجية لاختبار القدرات الغير حسية الكامنة للفرد أو ما يسمى (ESP). يتم استخدام أنماط غير متشابهة لاستثارة الحقل الكامل وهو ما يشابه الحرمان الحسي من حيث الأثر. استخدامه ليس مقتصرًا على الباراسيكولوجي ولكن تقوم الكثير من الدراسات العصبية للإدراك باستخدمه. الحرمان من الأنماط المترابطة للإثارة الحسية تقوم بتسهيل تكوين انطباعات داخلية. في عام 1930 قام فولفجانج ميتسجر باختراع هذا التكنيك أثناء دراسته لنظرية الغَشتَلت (من الألمانية Gestalt «صورة؛ شكل» وتلفظ [ɡəˈʃtalt]).
علماء الباراسيكولوجي أمثال دين رادين وداريل بِم قالوا أن اختبار الحقل الكامل أخرج معطيات تبتعد عن العشوائية لدرجة كبيرة، وأن هذه النتائج تقدم بعض من أقوى الأدلة على التخاطر حتى يومنا هذا. نقاد مثل سوزان بلاكمور وراي هيمان قالوا النتائج غير ذات دلالة.

## تاريخ
اختبار الحقل الكامل هو واحد من أحدث ما قدمته الباراسيكولوجيا في دراسة وجود التخاطر والعوامل المؤثرة فيه. يعرف التخاطر في الباراسيكولوجي على أنه الحصول بشكل غير طبيعي على المعلومات المتعلقة بالأفكار أو المشاعر أو أنشطة شخص آخر. في أوائل الثمانينيات درس شارلز هونورتن ظاهرة الإستقبال الخارج الحسي ESP والأحلام في مركز مايمونيديز الطبي واستخدم اختبار الحقل الكامل بكفاءة للحصول على حالة الحرمان الحسي التي تدعي بعض النظريات أنها تحفز ظهور مثل هذه القدرات الكامنة لدى البشر الطبيعيين. منذ نشر دراسة هونورتن وشارون هاربر في دورية American Society for Psychical Research عام 1974 ظل اختبار الحقل الكامل متداولًا في أوساط الباراسيكولوجيا.[بحاجة لمصدر]